# Entomocorus
Entomocorus — рід риб з підродини Auchenipterinae родини Auchenipteridae ряду сомоподібних. Нараховує 4 види.

## Опис
Загальна довжина представників цього роду коливається від 5 до 7 см. Голова конусоподібна. Очі помірно великі. У самиць жорсткі, подовжені вусики. Плавці сильно розгалужені. Спинний плавець високий, з довгим шипом. Грудні плавці витягнуті. Жировий плавець маленький. Анальний плавець витягнутий, низький. Хвостовий плавець широкий.
Забарвлення коричнювате, сіре або сріблясте.

## Спосіб життя
Віддає перевагу неглибоким струмкам з піщаним дном. Харчується зоопланктоном (в основному ракоподібними), ікрою інших риб. У шлунках цих сомів вчені знаходили невелику кількість піску. Мабуть, пісок виконує роль жорен, допомагаючи перетирати в шлунку жорстку їжу.

## Розповсюдження
Мешкають у басейні річок Амазонка, Парагвай, Оріноко, Мадейра і Апуре.

## Види
- Entomocorus benjamini
- Entomocorus gameroi
- Entomocorus melaphareus
- Entomocorus radiosus